# Libor Valenta
Libor Valenta  je dopravce podnikající v autobusové dopravě se sídlem v Nučicích poblíž Rudné. Zabývá se pravidelnou veřejnou linkovou dopravou na tzv. nákupních linkách s bezplatným provozem, zájezdovou a zaměstnaneckou autobusovou dopravou a pronájmem autobusů na filmové akce.

## Historie
Podnik vznikl v roce 1991. Jako první vůz majitel koupil ojetý autobus Karosa ŠD 11, o několik měsíců později vůz Karosa C 734, a v následujících letech další vozy Karosa různých typových řad, včetně Karosa LC 936 XE s klimatizací, v únoru 2007 koupil též autobus SETRA S 417 GT-HD a následně další vozy Setra. Základní činností byly zájezdy pro cestovní kanceláře, firmy, školy a sportovní oddíly a zaměstnanecká doprava.

## Linková doprava
1. července 2004 zahájil dopravce provoz na městských linkách veřejné linkové dopravy 103115 (CRF1, z Nových Butovic) a 103101 (CRF2, z Velké Ohrady) k hypermarketu Carrefour Stodůlky. 21. října 2004 přibyla ještě linka 103114 (CRF3, ze Sídliště Řepy). Provoz linek byl plně hrazen objednatelem, pro cestující byla přeprava zdarma. Kvůli souběhu s dotovanou městskou linkovou dopravou byl na linkách ve směru k Carrefouru v nácestných zastávkách zakázán výstup a v opačném směru naopak zakázán nástup, což bylo v pražské městské hromadné dopravě poprvé, kdy bylo podobné opatření zavedeno: například dosavadní linky k Tesco Letňany mohli cestující používat bez podobných omezení. 1. listopadu 2005 byl provoz silně zredukován (linky CRF2 a CRF3 již byly v provozu jen v odpoledních hodinách). Od 1. dubna 2006 byla linka CRF1 zrušena a nahrazena linkou CRF4 (103106, Luka – Carrefour). Od 1. února 2007 byly označení linek i název konečné zastávky změněny v souvislosti s převodem obchodního centra z Carrefouru na TESCO; přitom byla linka CRF2 přečíslována na NCS1, linka CRF4 na NCS2 a linka CRF3 na NCS3. K 1. květnu 2009 byly všechny tyto tři linky zrušeny.
Od 1. září 2008 převzal Libor Valenta po dopravci Hotliner s. r. o. provozování 4 linek k nákupnímu centru Letňany: šlo o linky T (103107), E (103108), S (103109) a O (103111). Od 1. ledna 2009 k nim přibyla ještě linka OCL (Obchodní centrum Letňany, 103113). Od 1. září 2010 byla linka E sloučena s linkou T, linka O byla zrušena, zbývajícím linkám T a S byla změněna trasa a v části linky S byla vyloučena místní frekvence.
Tradičně zajišťuje kyvadlovou autobusovou dopravu z Prčice při pochodu Praha-Prčice, v roce 2006 již poosmé, v roce 2011 potřinácté. Je uveden jako dopravce na jízdenkách. V roce 2006 nasadil 20 autobusů na dopravu do Heřmaniček a 10 na dopravu do Prahy, přičemž 6 vozů bylo jeho vlastní firmy a dalších 24 bylo spolupracujících firem jako subdodavatelů.
Od listopadu 2017 provozuje 2 linky v rámci Pražské integrované dopravy (323 a 620).

## Vozový park
- Karosa C 734
- Karosa LC 735
- Karosa LC 736
- Karosa C 934
- Karosa C 935
- Karosa LC 936
- Setra S 416 GT-HD
- Setra S 417 GT-HD
- Irisbus Crossway